# Mike Dunleavy, Sr.
Mike Dunleavy, Sr. (Brooklyn, 21 de Março de 1954), nome completo Michael Joseph Dunleavy, Sr., é um ex-jogador e ex-treinador de basquetebol profissional estadunidense. Ele é pai de Mike Dunleavy, Jr., general manager do Golden State Warriors.
Como jogador, Dunleavy apareceu pelos times Philadelphia 76ers, San Antonio Spurs, Houston Rockets e Milwaukee Bucks, onde se destacou. Começou a carreira de treinador no Los Angeles Lakers, treinando após o Milwaukee Bucks entre 1992-96 e o Portland Trail Blazers entre 1997-2001, onde conquistou o prêmio de NBA Coach of the Year. Desde 2003, é, como já dito acima, treinador do Clippers.
Em sua carreira como jogador, Dunleavy marcou 3.496 pontos, pegou 689 rebotes e deu 1723 assistências. Segue-se abaixo a sua estatística como treinador:

## Estatísticas
| Time     | Ano     | J    | V   | D   | %    | Colocação      | PJ | PV | PD | %                                    | Resultado |
| -------- | ------- | ---- | --- | --- | ---- | -------------- | -- | -- | -- | ------------------------------------ | --------- |
| LAL      | 1990–91 | 82   | 58  | 24  | .632 | 2º no Pacífico | 19 | 12 | 7  | Perdeu nas finais da NBA             |           |
| LAL      | 1991–92 | 82   | 43  | 39  | .524 | 6º no Pacífico | 4  | 1  | 3  | Perdeu na Primeira Fase              |           |
| MIL      | 1992–93 | 82   | 28  | 54  | .321 | 7º no Central  | —  | —  | —  | Não chegou aos playoffs              |           |
| MIL      | 1993–94 | 82   | 20  | 62  | .244 | 6º no Central  | —  | —  | —  | Não chegou aos Playoffs              |           |
| MIL      | 1994–95 | 82   | 34  | 48  | .415 | 6º no Central  | —  | —  | —  | Não chegou aos Playoffs Playoffs     |           |
| MIL      | 1995–96 | 82   | 25  | 57  | .305 | 7º no Central  | —  | —  | —  | Não chegou aos Playoffs              |           |
| POR      | 1997–98 | 82   | 46  | 36  | .561 | 4º no Pacífico | 4  | 1  | 3  | Perdeu na Primeira Fase              |           |
| POR      | 1998–99 | 50   | 35  | 15  | .700 | 1º no Pacífico | 13 | 7  | 6  | Perdeu nas Finais da Conferência     |           |
| POR      | 1999–00 | 82   | 59  | 23  | .720 | 2º no Pacífico | 16 | 10 | 6  | Perdeu nas Finais da Conferência     |           |
| POR      | 2000–01 | 82   | 50  | 32  | .610 | 4º no Pacífico | 3  | 0  | 3  | Perdeu na 1ª Fase                    |           |
| LAC      | 2003–04 | 82   | 28  | 54  | .341 | 7º no Pacífico | —  | —  | —  | Não chegou aos Playoffs              |           |
| LAC      | 2004–05 | 82   | 37  | 45  | .451 | 3º no Pacífico | —  | —  | —  | Não chegou aos Playoffs              |           |
| LAC      | 2005–06 | 82   | 47  | 35  | .573 | 2º no Pacífico | 12 | 7  | 5  | Perdeu nas Semifinais da Conferência |           |
| LAC      | 2006–07 | 82   | 40  | 42  | .488 | 4º no Pacífico | —  | —  | —  | Não chegou aos Playoffs              |           |
| LAC      | 2007–08 | 82   | 23  | 59  | .280 | 5º no Pacífico | —  | —  | —  | Não chegou aos Playoffs              |           |
| LAC      | 2008–09 | 0    | 0   | 0   | .000 | —              | —  | —  | —  | —                                    |           |
| Carreira |         | 1198 | 573 | 625 | .478 |                | 71 | 38 | 33 |                                      |           |